# Dugda
Dugda é uma vila no distrito de Bokaro, no estado indiano de Jharkhand.

## Geografia
Dugda está localizada a 23° 45′ N, 86° 10′ L. Tem uma altitude média de 218 metros (715 pés).

## Demografia
Segundo o censo de 2001, Dugda tinha uma população de 18 864 habitantes. Os indivíduos do sexo masculino constituem 54% da população e os do sexo feminino 46%. Dugda tem uma taxa de literacia de 66%, superior à média nacional de 59,5%: a literacia no sexo masculino é de 77% e no sexo feminino é de 54%. Em Dugda, 14% da população está abaixo dos 6 anos de idade.